# Savyon
Savyon (in ebraico סַבְיוֹן‎?) è un consiglio locale nel distretto Centrale di Israele, al confine con le città di Kiryat Ono, Petah Tiqwa e Yehud. Classificato 10/10 sulla scala socio-economica israeliana, è uno dei comuni più ricchi di Israele. Nel 2019, aveva una popolazione di 4 036 abitanti.

## Storia
Savyon fu fondata nel 1955 da Africa Israel Investments per anziani immigrati ebrei sudafricani. Prese il nome di un comune fiore di campo, anche se la prima parte del suo nome (sav) significa "nonno", che era appropriato per i residenti dell'epoca. Oggi, Savyon ha una popolazione giovane.
Nel 2004, il moshav di Ganei Yehuda (in ebraico גַּנֵּי יְהוּדָה‎?) venne fuso in Savyon.
Sia Savyon che Ganei Yehuda si trovano sui terreni del villaggio arabo palestinese di Al-'Abbasiyya, che si spopolò durante la guerra arabo-israeliana del 1948. All'interno della città si trova l'unica casa sopravvissuta dell'insediamento ebraico di Yahud degli anni 1880, fondato dopo il fallimento iniziale di Petah Tiqwa.